# Biskupija Kraljičina Gradca
Biskupija Kraljičina Gradca odnosno Biskupija Hradec Králové (lat. Dioecesis Riginae Gradecensis, češ. Diecéze královéhradecká) je češka dijeceza Katoličke Crkve u Češkoj sa sjedištem u gradu Kraljičinu Gradcu i pod upravom Praške nadbiskupije i njezinog nadbiskupa i kardinala Dominika Duke, koji je i sam od 6. lipnja 1998. do 13. veljače 2010. obnašao dužnost biskupa. Biskupiju je ustanovio papa Inocent X. 10. studenog 1664.
Dužnost biskupa od 3. ožujka 2011. obnaša Jan Vokál.

## Unutarnje poveznice
- Katolička Crkva u Češkoj
- Praška nadbiskupija

## Vanjske poveznice

### Sestrinski projekti
|  | Zajednički poslužitelj ima još gradiva o temi Biskupija Kraljičina Gradca |

### Mrežna sjedišta
- GCatholic.org (engl.)
- Catholic Hierarchy (engl.)
- Službene stranice nadbiskupije (češ.)